# Walter Brack
Pour les articles homonymes, voir Brack.
Walter Brack (né le 20 décembre 1880 à Berlin et mort le 19 juillet 1919 à Berlin) est un nageur allemand spécialiste des épreuves de dos « brassé » et de brasse.

## Jeux olympiques
- Jeux olympiques de 1904 à Saint-Louis (États-Unis) :
  -  Médaille d'or du 100 yards dos.
  -  Médaille d'argent du 440 yards brasse.

Engagé aux épreuves équivalents lors des Jeux olympiques de 1908, il déclare finalement forfait.